# Handelsbankssfären
Handelsbankssfären är en löst sammanhållen svensk företagsgrupp runt Handelsbanken och dess närstående investmentbolag Industrivärden.
Handelsbankssfären byggdes upp genom korsägande mellan framför allt Handelsbanken, Industrivärden, SCA och Sandvik och ägande av Handelsbanksstiftelserna. Resultatet blev ett företagsägande som innebar styrning av ett fåtal högre tjänstemän i dessa företag.
Från omkring 2002 har Handelsbankssfären blivit mer och mer länkad till den av Fredrik Lundberg dominerade Lundbergsfären. En upplösning av korsägandet inom Handelsbankssfären inleddes 2015. Handelsbanken sålde i november 2015 sin 10-procentiga kontrollpost i SCA, samtidigt som SCA sålde sin kontrollpost i Industrivärden. I augusti 2016 sålde Handelsbanken sin 10-procentiga kontrollpost i Industrivärden.